# Apollo
Apollo (tiếng Hy Lạp: Απόλλων Apóllon) là thần ánh sáng, chân lý và nghệ thuật trong thần thoại Hy Lạp, thường được thể hiện dưới hình dạng một chàng trai tóc vàng, đeo cung bạc và mang đàn lia. Thần là con ngoại hôn của thần Zeus và nữ thần Leto. Chị song sinh của Apollo là nữ thần săn bắn Artemis. Trong các tác phẩm của Homer, Apollo thường được gọi là vị thần bắn xa muôn dặm. Trong thời kỳ sau Apollo thường được đồng nhất với thần Mặt Trời Helios.

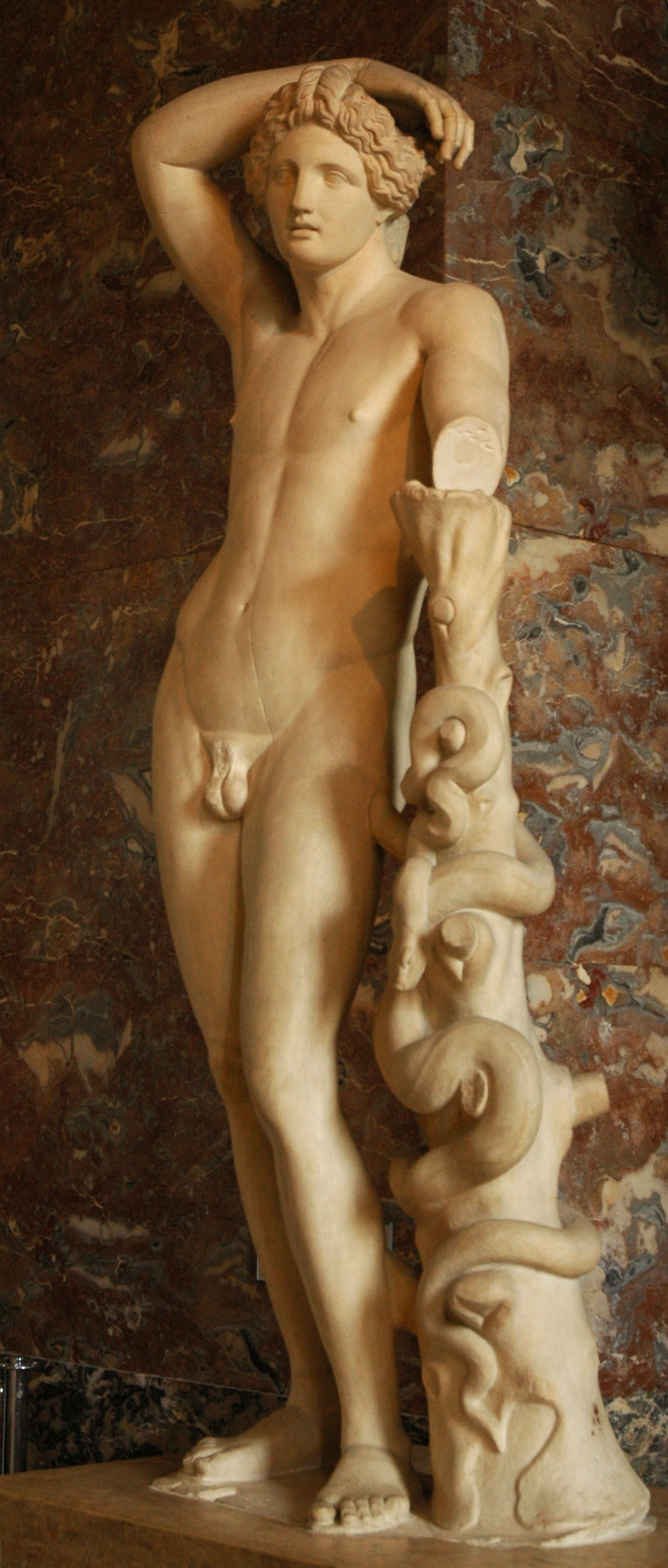
Apollo, điêu khắc La Mã sao chép Hy Lạp, bảo tàng Louvre

## Từ nguyên
Cái tên Apollo không được tìm thấy trong các văn bản Linear B (hệ chữ viết ký âm tiếng Hy Lạp Mycenea), tuy nhiên rất có khả năng nó đã xuất hiện ở dạng văn tự khuyết ]pe-rjo-[ (Linear B: ]𐀟𐁊-[) trên bảng kim thạch KN E 842, dù rằng văn tự đó cũng có lẽ được đọc là "Hyperion" ([u]-pe-rjo-[ne]).
Tóm lại, ta vẫn chưa rõ nguồn gốc của cái tên Apollo. Kiểu chính tả Ἀπόλλων (phát âm tiếng Attica Cổ điển: [a.pól.lɔːn]) đã thay thế gần như tất cả các kiểu viết khác kể từ Công nguyên đầu tiên, nhưng dạng Doric Ἀπέλλων (Appelon) mới thực là dạng cổ xưa hơn, vì nguyên căn của nó là từ *Ἀπέλjων. Từ nêu trên có lẽ chung gốc với từ tháng Apellaios (Ἀπελλαῖος) trong lịch Doric, và lễ cúng apellaia (ἀπελλαῖα) cầu phước cho các thanh niên trong lễ apellai (ἀπέλλαι). Theo một số học giả, những từ trên đều bắt nguồn từ tiếng Doric apella (ἀπέλλα), với nghĩa ban đầu là "bức tường/hàng rào quây động vật", rồi sau bị biến đổi ngữ nghĩa thành "đám đông bên trong một quảng trường." Apella (Ἀπέλλα) là tên gọi hội đồng quần chúng tại thành bang Sparta, tương ứng với hội đồng ecclesia (ἐκκλησία) ở các thành bang Hy Lạp dân chủ khác. Nhà ngôn học Hà Lan R. S. P. Beekes bác bỏ mối liên hệ của danh xưng Apollo với apellai mà cho rằng tên của vị thần có từ nguyên Tiền-Hy Lạp (tức là cơ tầng từ vựng được mượn từ một thổ ngữ trước khi người Hy Lạp tới định cư sinh sống) *Apalyun.
Dân gian Hy Lạp xưa cho rằng Apollo có mối liên hệ với động từ Hy Lạp ἀπόλλυμι (apollymi), nghĩa là "hủy diệt". Trong tác phẩm Cratylus, Platon cho rằng tên của vị thần có liên hệ với các từ sau: ἀπόλυσις (apolysis), "sự cứu chuộc"; ἀπόλουσις (apolousis), "sự thanh lọc"; ἁπλοῦν ([h]aploun), "đơn giản"; và đặc biệt liên quan đến dạng tiếng Thelessia Ἄπλουν; và Ἀειβάλλων (aeiballon), "luôn, liên tục bắn". Hesychius kết nối danh xưng Apollo với từ Doric ἀπέλλα (apella), nghĩa là "hội đồng", do Apollo là vị thần của đời sống chính trị, và ông cũng liên hệ tên thần với σηκός (sekos), nghĩa là "bãi rào (nhốt súc vật)", do Apollo còn là thần của bầy đàn. Trong tiếng Macedon cổ đại, πέλλα (pella) có nghĩa là "đá", một số địa danh ở Hy Lạp có lẽ bắt nguồn từ gốc đó, bao gồm: Πέλλα (Pella, thủ đô của vương quốc Macedon cổ đại) và Πελλήνη (thành bang Pellēnē/Pellene).
Một số giả thuyết từ nguyên phi-Hy Lạp đã được đề xuất. Một vị thần mang tên Apaliunas (tiếng Hitti: dx-ap-pa-li-u-na-aš) có được nhắc đến trong bức thư Manapa-Tarhunta. Danh xưng Apaliunas này phản ánh dạng tiền thân là *Apeljōn, điều mà các nhà ngôn học có thể đoán được khi đem so sánh từ Ἀπείλων của tiếng Cypriot và Ἀπέλλων của tiếng Doric. Tên của vị thần Lydia Qλdãns /kʷʎðãns/ có lẽ bắt nguồn từ dạng /kʷalyán-/ sớm hơn, tức là trước khi nó bị ngạc hóa, lược âm, và trải qua sự biến âm *y tiền Lydia thành âm d. Lưu ý âm môi mạc thế chỗ âm môi /p/ ở từ Ἀπέλjων của tiếng Tiền-Doric và Apaliunas của tiếng Hitti.

## Các lĩnh vực do Apollo chi phối và biểu tượng
Apollo là người có quyền năng chi phối bệnh tật, vẻ đẹp, ánh sáng, việc chữa bệnh, những người khai hoang, y học, thuật bắn cung, thơ ca, tiên tri, nhảy múa, lý trí, sức mạnh lý trí, các pháp sư và là thần hộ mệnh cho các bầy hay đàn thú nuôi.
Những vật tượng trưng phổ biến nhất của Apollo là đàn lia và cây cung. Ngoài ra kithara (một hình thức cải tiến của cây đàn lia) và miếng gảy đàn cũng như bàn tế thần (sacrificial tripod), tượng trưng cho khả năng tiên tri của thần, cũng là những vật tương trưng thường thấy. Đại hội thể thao Pythian được tổ chức mỗi 4 năm một lần tại Delphi để tỏ lòng ngưỡng vọng của người Hy Lạp đối với Apollo. Vòng nguyệt quế được dùng để làm vật tế thần và làm vương miện biểu trưng cho chiến thắng tại Đại hội. Cây cọ cũng là một loại cây được sùng kính vì Apollo được sinh ra dưới một cây cọ ở Delos. Những loài vật được dùng để cúng tế thần bao gồm sói, cá heo và trứng của chúng, thiên nga, châu chấu (tượng trưng cho âm nhạc và ca khúc), chim ưng, quạ, rắn (tượng trưng cho quyền năng của Apollo là thần tiên tri), chuột và điểu sư, con vật trong thần thoại với mình sư tử và đầu đại bàng có nguồn gốc từ phương Đông.
Là vị thần của sự di dân khai hoang, Apollo hướng dẫn những người đi khai phá các vùng đất mới đặc biệt là ở giai đoạn bùng nổ các cuộc khai hoang vào khoảng 750–550 TCN. Theo tín ngưỡng của người Hy Lạp, thần là người đã giúp đỡ cho người dân đảo Crete và người Arcadia tìm thấy thành Troia. Tuy nhiên, câu chuyện này phản ánh một ảnh hưởng văn hóa có chiều hướng địa lý ngược lại: các văn bản viết dạng chữ tượng hình của người Hittite xưa có đề cập đến một vị thần vùng Tiểu Á gọi là Appaliunas hay Apalunas có liên quan đến một thành phố gọi là Wilusa được hầu hết các học giả cho rằng chính là thành Illios của Hy Lạp. Trong cách lý giải này, tước hiệu của Apollo là Lykegenes có thể hiểu một cách đơn giản là "được sinh tại Lycia" trên thực tế đã tách thần khỏi sự liên quan đến những con sói.
Thông thường Apollo hay đại diện cho sự hài hòa, trật tự và lý trí—những tính cách hoàn toàn trái ngược với thần Dionysus, vị thần của rượu nho, thường đại diện cho tình cảm và sự thiếu kiềm chế. Điều này thể hiện rõ trong hai tính từ trong tiếng Anh mang ý nghĩa trái ngược là Apollonian và Dionysian. Tuy nhiên, người Hy Lạp nghĩ về hai tính cách này như một sự bổ sung: hai thần là anh em của nhau và khi Apollo tránh đông ở Hyperborea, thần sẽ để đền Delphi lại cho Dionysus.

## Việc thờ phụng
Theo nhà sử học Herodotos thì thần Horus của người Ai Cập cổ đại chính là Apollo, và Apollo là tên của Horus trong tiếng Hy Lạp cổ đại. Apollo có một đền thờ rất nổi tiếng ở Delphi và một số đền thờ đáng chú ý khác ở Clarus và Branchidae. Thần được biết đến như là người dẫn đầu của các nàng thơ (muse). Những bài hát ca tụng Apollo được gọi là Paean. Sự thờ phụng thần Apollo của người La Mã được kế thừa từ người Hy Lạp. Ngay từ triều đại của Tarquinius Superbus, các vị vua đã đến Delphi để xin các sấm truyền.
Trong bộ sử "Historiai", Herodotos kể lại rằng: xưa kia vua xứ Lydia là Kroisos bại trận mất nước, bị quân Ba Tư bắt sống và trình lên vua Cyrus Đại Đế nước Ba Tư. Vua Ba Tư truyền lệnh cho lập một cái dàn thiêu lớn, trói vua Lydia lại và bỏ ông lên dàn thiêu. Nhưng rồi vua Kroisos đã thuyết phục được vua Cyrus Đại Đế. Cảm động, vua Ba Tư cho người dập thật nhanh đám lửa đang bùng cháy, nhưng không thành công. Tiếp theo đó, Herodotos dẫn lời kể của người Lydia, rằng vua Lydia khi nhận thấy quân lính Ba Tư chẳng thể dập đám lửa đang sắp sửa giết ông, bèn gọi to thần Apollo và còn bái lạy thần. Lúc ấy, bầu trời trong xanh và không hề có gió, nhưng bỗng nhiên, mây đen kéo đến, một cơn mưa dữ dội đột ngột xảy ra, và dĩ nhiên là dàn thiêu hoàn toàn bị dập tắt. Vua Cyrus Đại Đế thả tự do cho vua Kroisos, ông còn khen vua Kroisos là người tốt và được trời thương. Bacchylides cũng kể rằng thần thánh đã cứu sống vua Lydia khi ông bị lâm nguy, nhưng theo học giả Josef Wiesehöfer thì có tư liệu khác kể ông đã bị vua Ba Tư giết sau khi quân Ba Tư chiếm được kinh đô Sardis, và ghi nhận của các tác giả Hy Lạp cổ đại về cách đối đãi của vua Ba Tư với vua Lydia có lẽ là hoàn toàn không đáng tin cậy.
Vào năm 430 TCN, một ngôi đền đã được xây dựng để thờ phụng Apollo khi xảy ra một trận dịch hạch. Suốt thời kỳ Chiến tranh Punic lần thứ II trong năm 212 TCN, nhằm tỏ lòng tôn kính với thần, Ludi Apollinares (một đại hội thể thao) đã được xây dựng. Dưới thời Augustus, người luôn xem mình có được sự bảo trợ đặc biệt từ Apollo, thậm chí tự nhận mình là con của thần, thì sự sùng bái Apollo lại càng tăng và thần trở thành một trong những vị thần chính của La Mã. Sau cuộc chiến tại Actium, Augustus càng bành trướng lãnh thổ của mình đã cúng tế rất nhiều chiến lợi phẩm cho thần và cứ mỗi 5 năm lại tổ chức những đại hội thể thao để tỏ lòng kính trọng, ngưỡng vọng đối với Apollo. Ông cũng cho xây dựng một đền thờ thần khác trên đồi Palatine và chuyển các đại hội thể thao, mà dựa vào chúng Horace đã sáng tác Carmen Saeculare, về đó với mục đích sùng kính với Apollo và Diana.
Những lễ hội chính nhằm thờ phụng Apollo là Carneia, Daphnephoria, Delia, Hyacinthia, Pyanepsia, Pythia và Thargelia. Đại hội Ludi Apollinares là một đại hội thể thao được tổ chức trọng thể nhằm tôn vinh thần.
Sự sùng bái đối với Apollo đã quay trở lại cùng với sự phát triển của những người theo trào lưu đánh thức đức tin đối với Chủ nghĩa đa thần Hy Lạp phong trào đa thần hiện đại. Một ví dụ của việc đánh thức lại đức tin này là nhóm Kyklos Apollon. Cũng tương tự, cùng với nữ thần Athena, Apollo (dưới tên gọi là Phevos) sau nhiều tranh luận đã được chọn là người ban phước cho Thế vận hội mùa hè 2004 ở Athena.

## Thần Apollo trong nghệ thuật

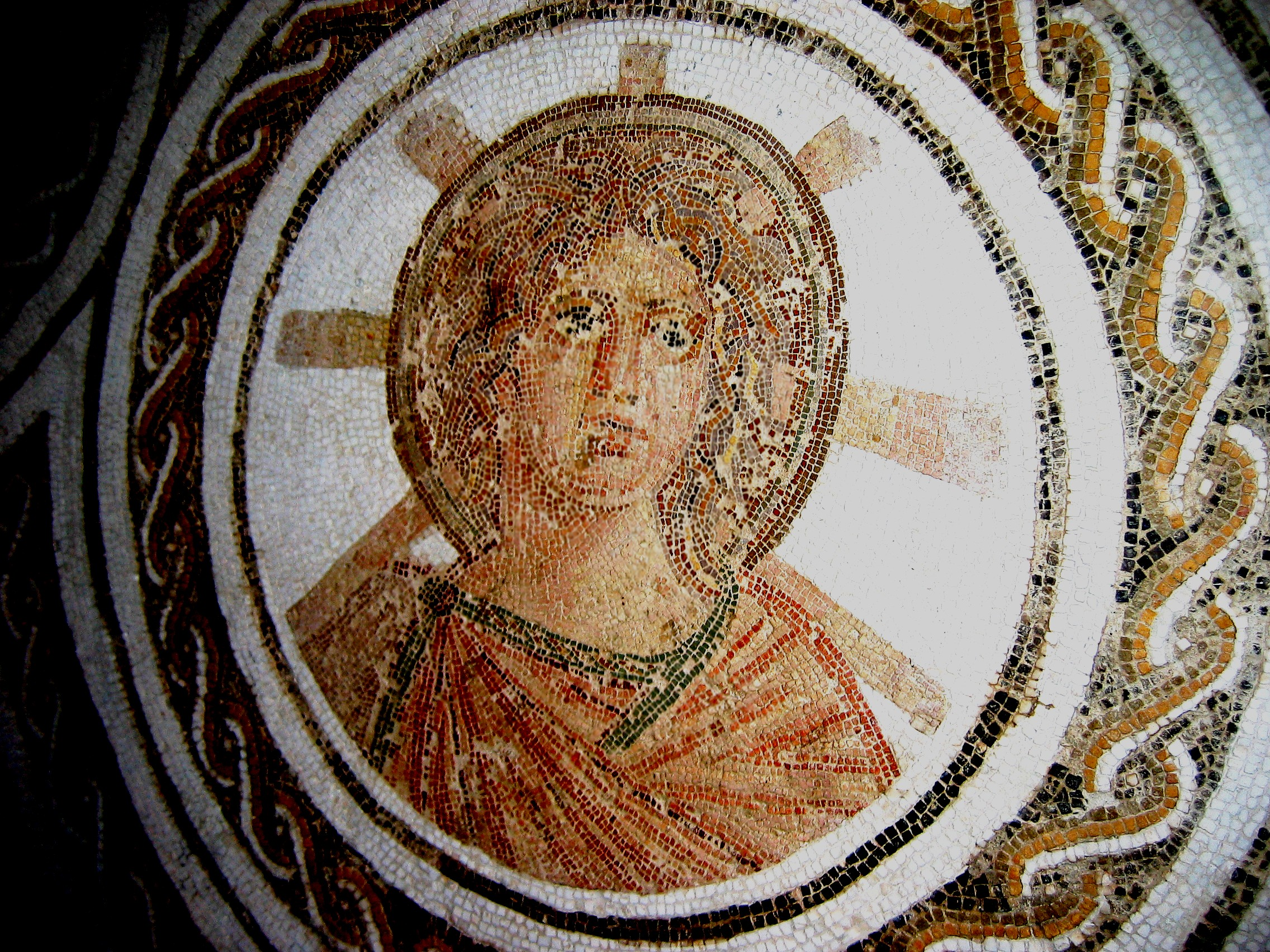
Apollo với vầng hào quang sáng chói trong một bức tranh khảm La Mã, El Djem, Tunisia, cuối thế kỷ thứ II

Trong các tác phẩm nghệ thuật, thần Apollo thường được miêu tả là một người đàn ông trẻ, đẹp trai, không có râu và thường cầm một cây đàn lia hay cái cung.
Trong tác phẩm tranh khảm (mosaic) của El Djem vào cuối thế kỷ thứ II, Roman Thysdrus, (tranh minh họa bên phải) thần được thể hiện là Apollo Helios với vầng hào quang sáng ngời, nhưng sự lõa thể của thần được che đậy bằng tấm áo choàng, một dấu hiệu của quy ước về tính giản dị, vừa phải trong các đế chế sau này.
Một hình ảnh Apollo với hào quang trên đầu khác trong tranh khảm từ Hadrumentum hiện đang trong viện bảo tàng tại Sousse  Lưu trữ ngày 8 tháng 7 năm 2008 tại Wayback Machine. Những quy ước của hình thức biểu hiện này: đầu hơi nghiêng, môi hé mở, mắt to, tóc xoăn được cắt thành từng mớ phủ nhẹ qua cổ được tiếp tục phát triển vào thế kỷ thứ III trước Công nguyên để thể hiện Alexander Đại đế (theo Bieber 1964, Yalouris 1980). Một thời gian sau khi bức tranh khảm này được thực hiện, một trong những hình ảnh đầu tiên của Giê-su cũng được thể hiện không có râu và tỏa hào quang trên đầu.

## Thần thoại về Apollo

### Ra đời

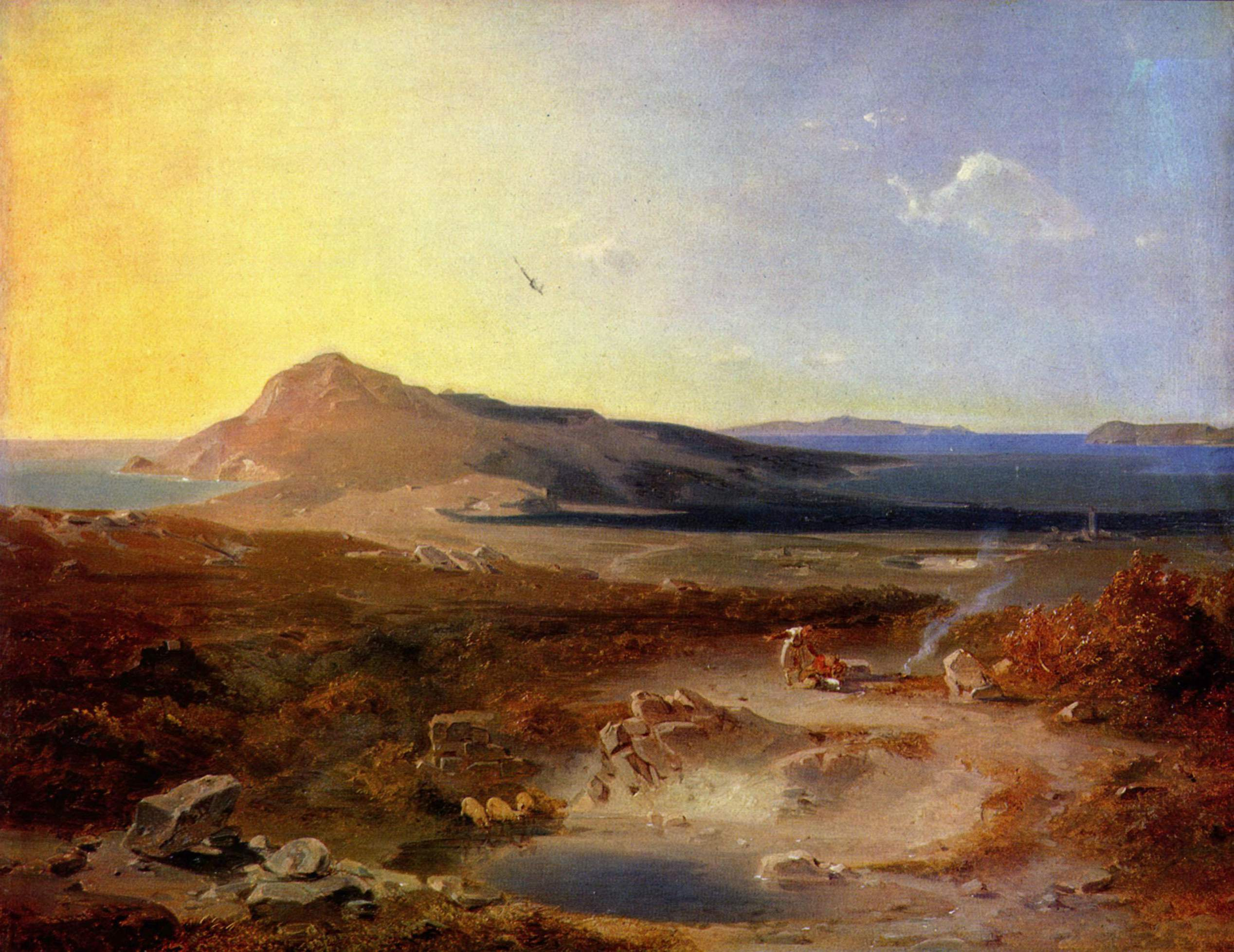
Đảo Delo

Khi Hera phát hiện ra rằng Leto đang mang thai với Zeus, chồng mình, bà bèn cấm Leto sinh con trên mặt đất (terra-firma), trên lục địa hay bất cứ một hòn đảo nào trên biển. Trong khi lang thang khắp nơi, Leto tìm được một hòn đảo mới nổi lên trên mặt biển gọi là đảo Delos thỏa mãn tất cả các yêu cầu khắc nghiệt của Hera và sinh con trên đó. Cả hòn đảo được rất nhiều thiên nga vây quanh. Sau đó, Zeus tìm cách bảo vệ Leto, ông đưa bà xuống đáy đại dương. Hòn đảo Delos sau này là nơi thiêng liêng bất khả xâm phạm dành cho Apollo. Trong một dị bản khác của câu chuyện, Hera đã bắt cóc Ilithyia, nữ thần của việc sinh sản, để không cho Leto sinh con. Các thần khác đã lừa Hera để bà thả cho Ilithyia đi bằng cách đưa cho bà một sợi dây đeo cổ dài 9 yard bằng hổ phách. Theo truyền thuyết, Artemis là người ra đời trước và sau giúp đỡ mẹ sinh ra Apollo. Một bản khác thì nói rằng Artemis đã chào đời trước Apollo một ngày trên đảo Ortygia và rồi bà giúp mẹ mình vượt biển đến đảo Delos sinh ra Apollo một ngày sau đó. Apollo được sinh ra vào ngày 7 (ἡβδομαγενης) của tháng Thargelion theo tín ngưỡng của đảo Delos hay là tháng Bysios theo tín ngưỡng của thành phố Delphi. Ngày 7 và ngày 20 là những ngày của trăng non và trăng tròn sau đó đã là những ngày mà người ta tiến hành thờ cúng thần.

### Thời niên thiếu

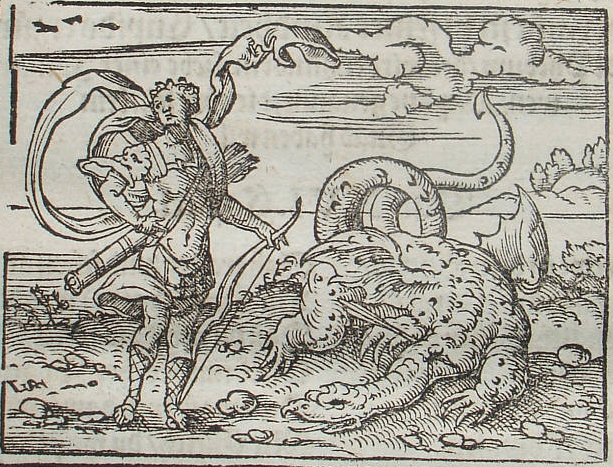
Python

Khi còn trẻ, Apollo đã giết chết con quái long Python sống tại Delphi bên cạnh suối Castalian vì Python đã cố hãm hiếp Leto khi bà mang thai Apollo và Artemis. Apollo đã giết Python và chịu sự trừng phạt vì Python là con của Gaia.

### Apollo và Admetus
Khi Zeus đánh con trai của Apollo là Asclepius bằng một tia sét vì dám làm người chết sống lại (và vì thế đã cướp mất người của Hades), Apollo đã trả thù bằng cách giết chết một Cyclops, người đã trao cho Zeus tia sét. Apollo lẽ ra đã bị đày xuống Tartarus vĩnh viễn nhưng thay vào đó chỉ bị tuyên án một năm lao động khổ sai nhờ mẹ là Leto xin hộ. 

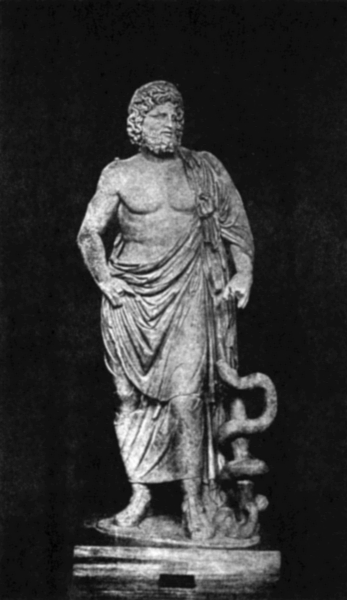
Asclepius
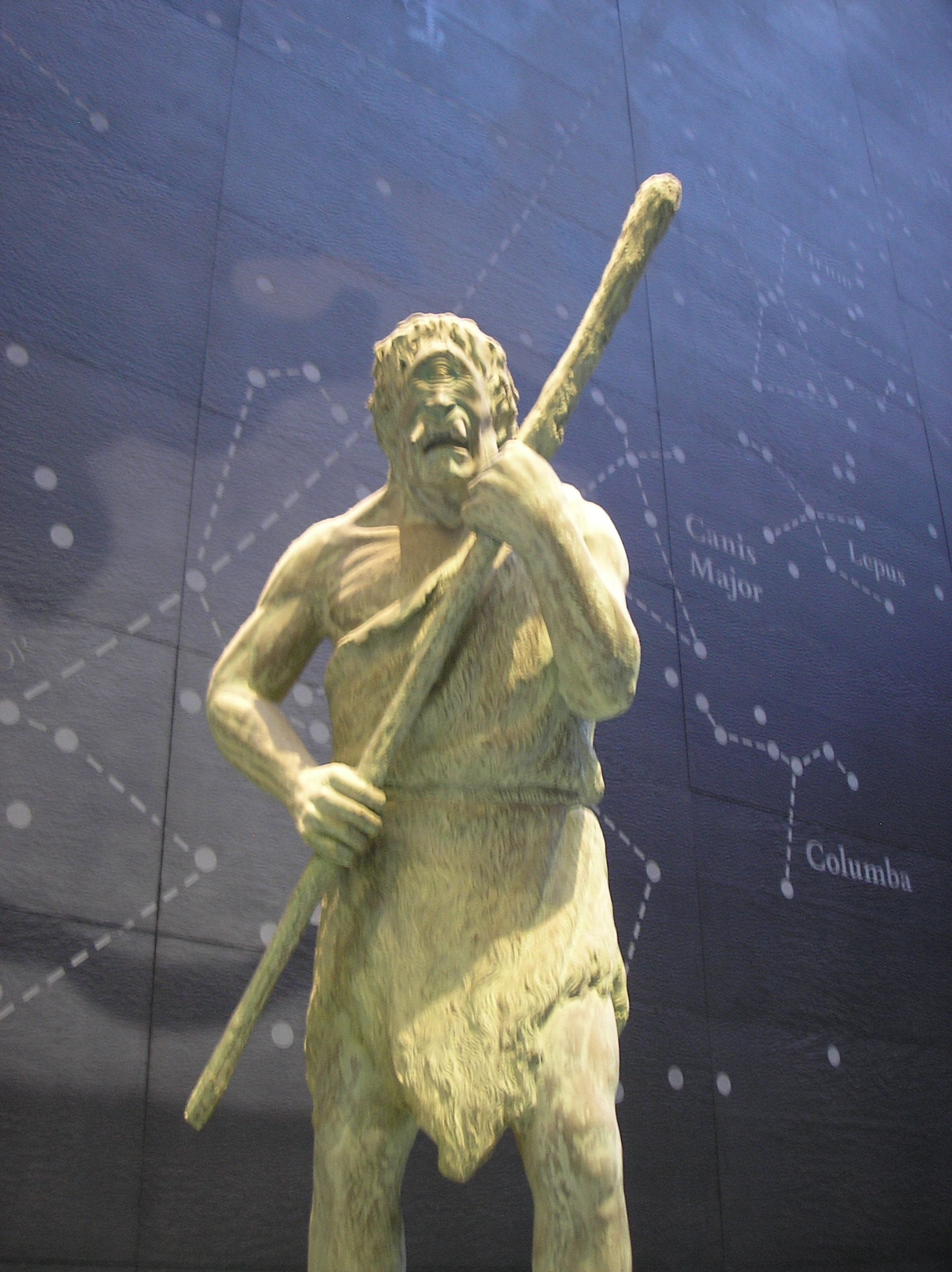
Cyclops

Suốt thời gian này, thần làm công việc của một người chăn cừu cho Vua Admetus của Pherae ở Thessalia. Admetus đã đối xử với Apollo rất tốt nên bù lại thần cũng mang lại rất nhiều lợi ích to lớn cho Admetus.

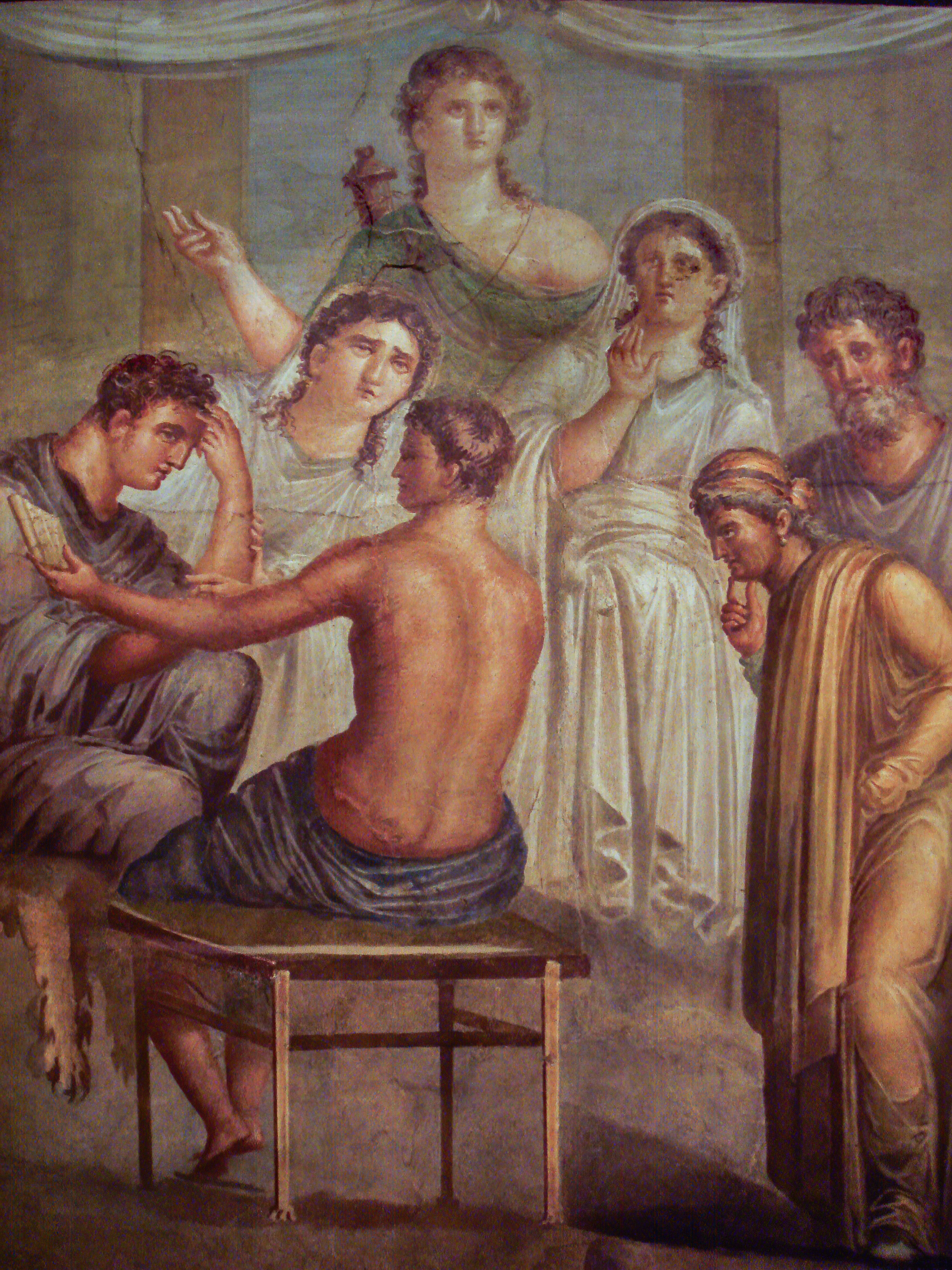
Admetus và Alcestis

Apollo đã giúp Admetus cưới được Alcestis, con gái của Vua Pelias rồi sau đó lại thuyết phục Định Mệnh cho Admetus sống nếu như có người chịu thế mạng cho ông khi ông chết. Tuy nhiên, đến khi Admetus phải chết thì cha mẹ ông là những người mà ông nghĩ rằng sẽ sẵn sàng chết thay cho ông đã từ chối. Thay vào đó, Alcestis đã xin thế mạng. Nhưng cuôi cùng, Heracles đã tìm cách "thuyết phục" Thanatos, thần chết, cho nàng trở lại dương thế.

### Apollo trong cuộc chiến thành Troia

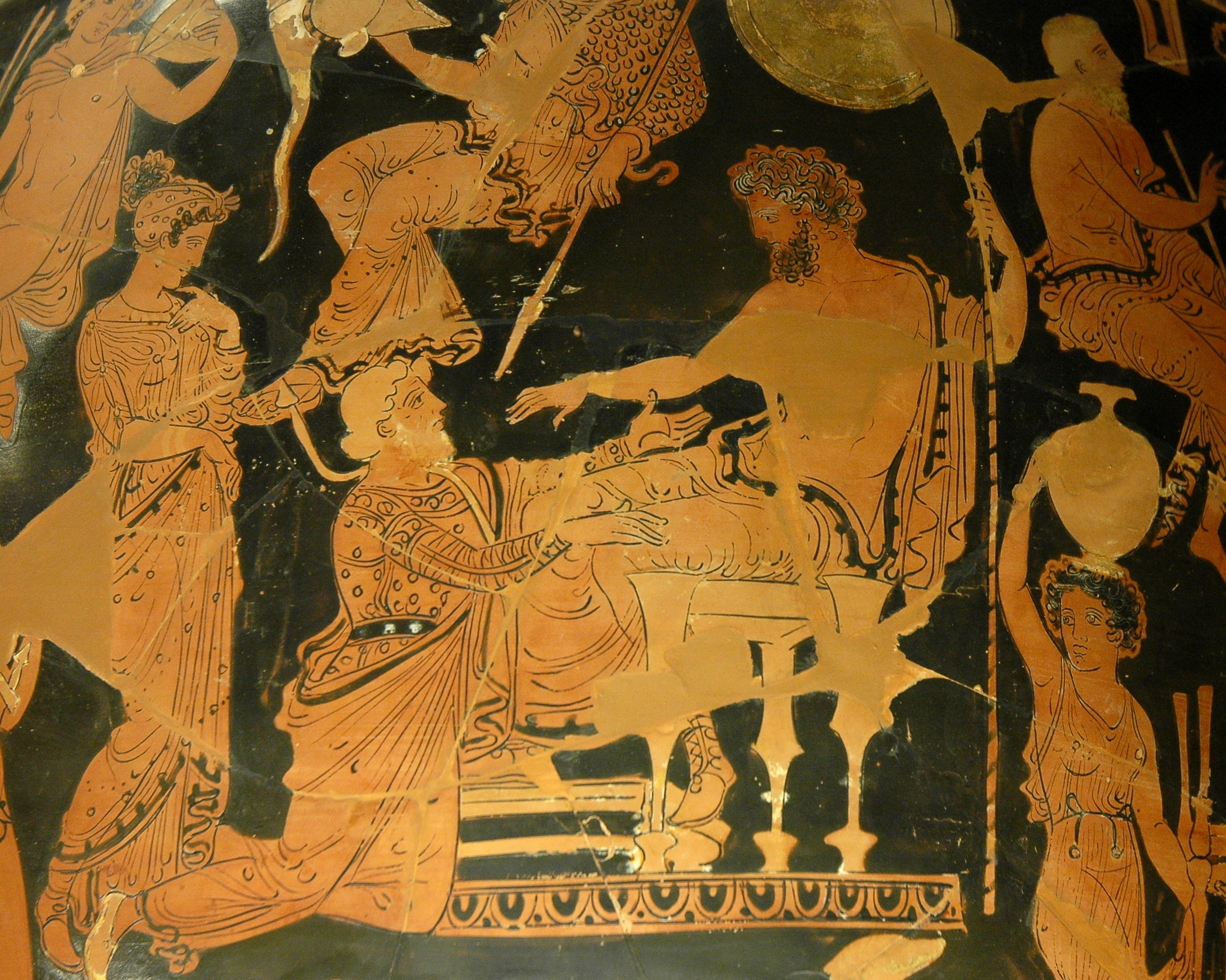
Chryses xin chuộc Chryseis

Apollo đã nổi cơn thịnh nộ và bắn những mũi tên mang mầm bệnh sang doanh trại của quân Hy Lạp trong suốt cuộc chiến thành Troia vì Agamemnon đã tỏ lời khinh bỉ một thầy tế của Apollo. Đây là thầy tế Chryses cha của Chryseis, người đã bị quân Hy Lạp bắt. Apollo yêu cầu quân Hy Lạp thả cô gái ra và cuối cùng họ cũng phải thực hiện điều đó.
Khi Diomedes làm Aeneas bị thương (theo Iliad), Apollo đã cứu ông ta. Đầu tiên, nữ thần sắc đẹp Aphrodite đã cố cứu Aeneas nhưng cũng bị Diomedes làm bị thương. Apollo đã bao bọc Aeneas trong một đám mây của thần và đem ông ta đến Pergamos, một nơi linh thiêng tại thành Troia và để cho Artemis chữa trị cho ông ta ở đó.
Apollo cũng giúp cho Paris giết Achilles nếu như Paris không thể hoàn thành sứ mệnh đó một mình.

### Niobe

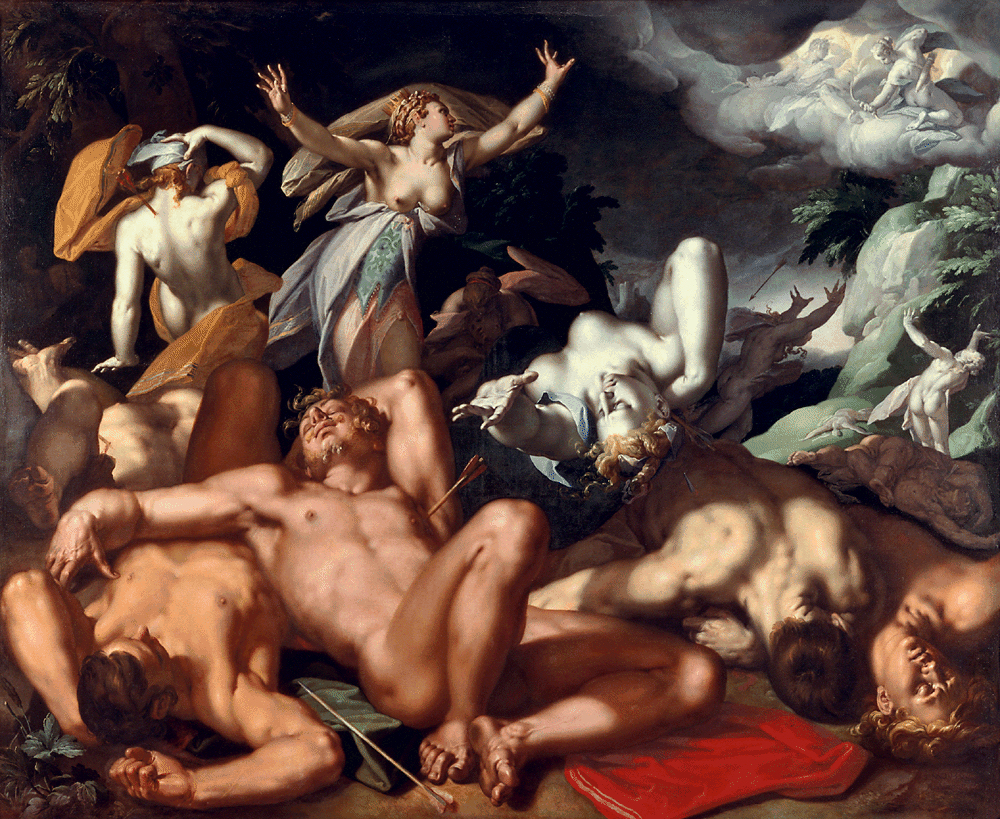
Cái chết của các con của Niobe
Tranh của Abraham Bloemaert năm 1591

Niobe là hoàng hậu của xứ Thebes, vợ của vua Amphion. Bà tự cho mình hơn Leto vì bà có đến mười bốn người con gồm bảy nam và bảy nữ gọi là Niobids trong khi Leto chỉ có Apollo và Artemis. Apollo đã dùng tên tẩm thuốc độc giết bảy người con trai còn Artemis giết bảy người con gái của Niobe khi họ luyện tập thể thao. Theo một số dị bản thì có một số trong mười bốn người được tha (thường là Chloris). Amphion, trước cái chết của các con đã tự kết liễu cuộc đời (có bản là bị Apollo giết) sau khi thề sẽ trả thù. Niobe hoàn toàn suy sụp đã chạy sang Mt. Siplyon thuộc Tiểu Á và than khóc rồi hóa đá. Nước mắt của bà chảy thành dòng sông Achelous. Zeus biến tất cả người dân của Thebes thành đá để không ai có thể chôn cất các Niobid mãi tận chín ngày sau khi họ chết cho đến khi chính các thần là người tống táng họ.

### Đời sống tình cảm và con cái của Apollo

#### Những người yêu khác giới

##### Daphne
Apollo theo đuổi tiên nữ Daphne, con gái của Peneus, nhưng bị nàng từ chối. Sự đam mê cuồng dại này của Apollo bắt nguồn từ việc thần trúng một mũi tên của thần Eros, người rất tức giận vì Apollo đã chế giễu tài bắn cung của mình. Eros cũng tức giận vì những lời hát của Apollo. Vì thế, Eros cũng bắn một mũi tên ghét bỏ vào người Daphne làm cho nàng cự tuyệt tình cảm của Apollo. Bị Apollo theo đuổi quá mức, Daphne cầu xin Mẹ đất giúp nàng (trong một vài bản khác thì nàng cầu xin cha nàng là một thần sông) và được biến thành một cây nguyệt quế. Sau này, cây nguyệt quế luôn được Apollo đeo trên trán và trở thành loài cây được dùng để cúng tế cho Apollo.

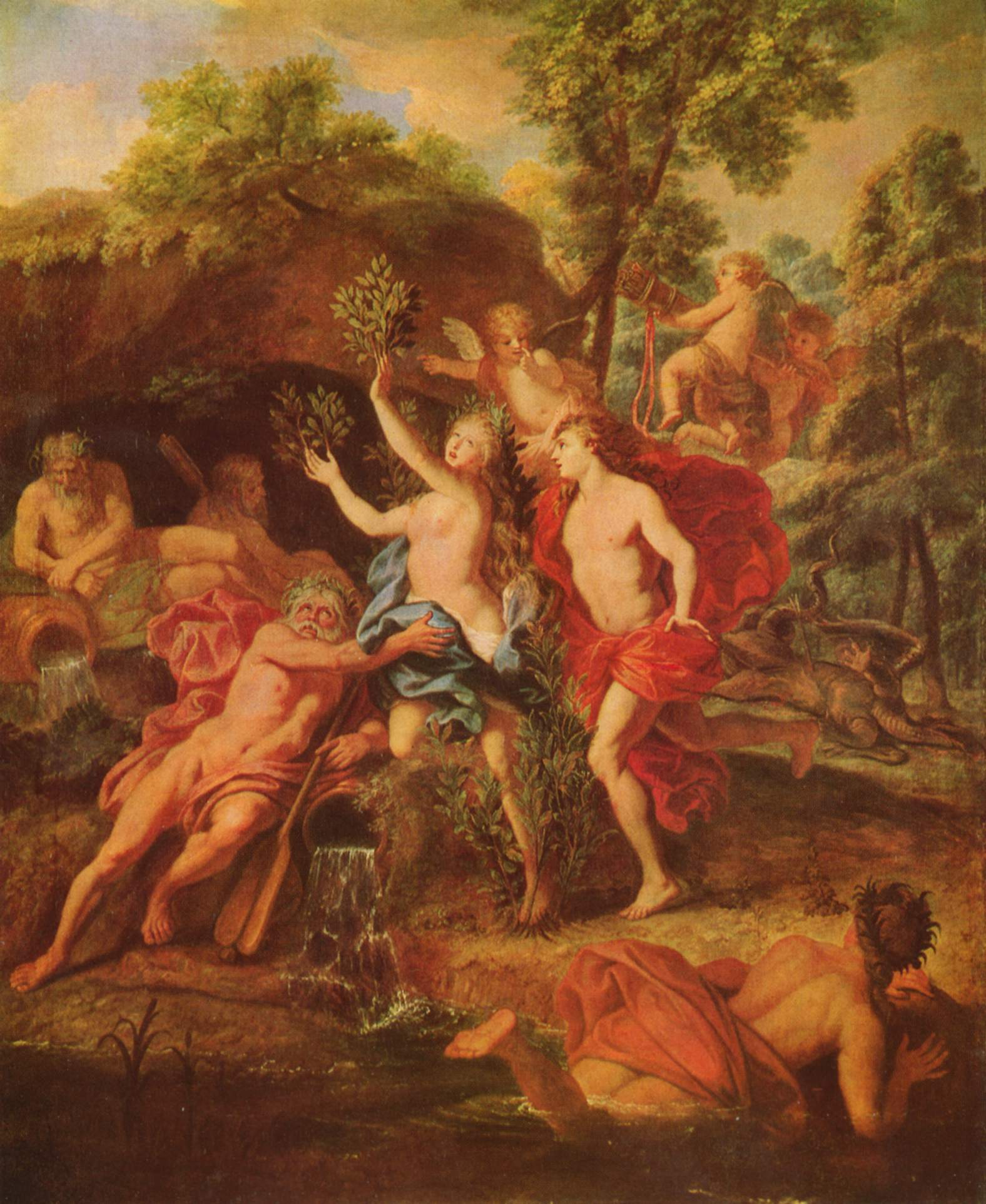
Nàng Daphne chạy trốn Apollo. Đằng sau là thần Tình yêu Eros
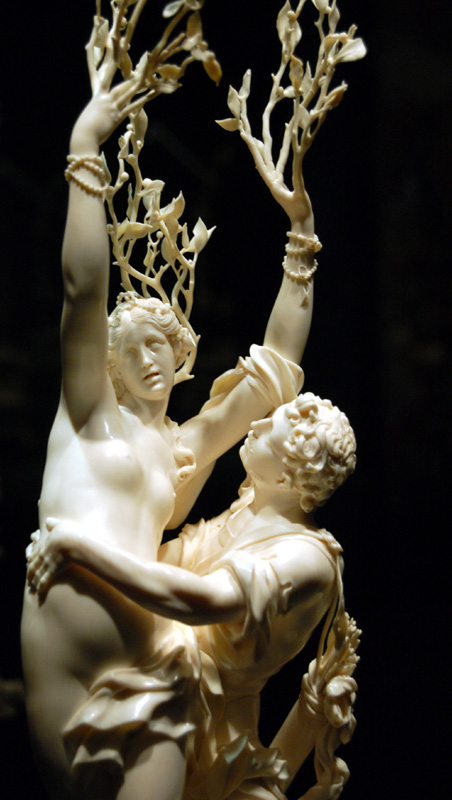
Daphne biến thành nguyệt quế

##### Clytia và Leucothea

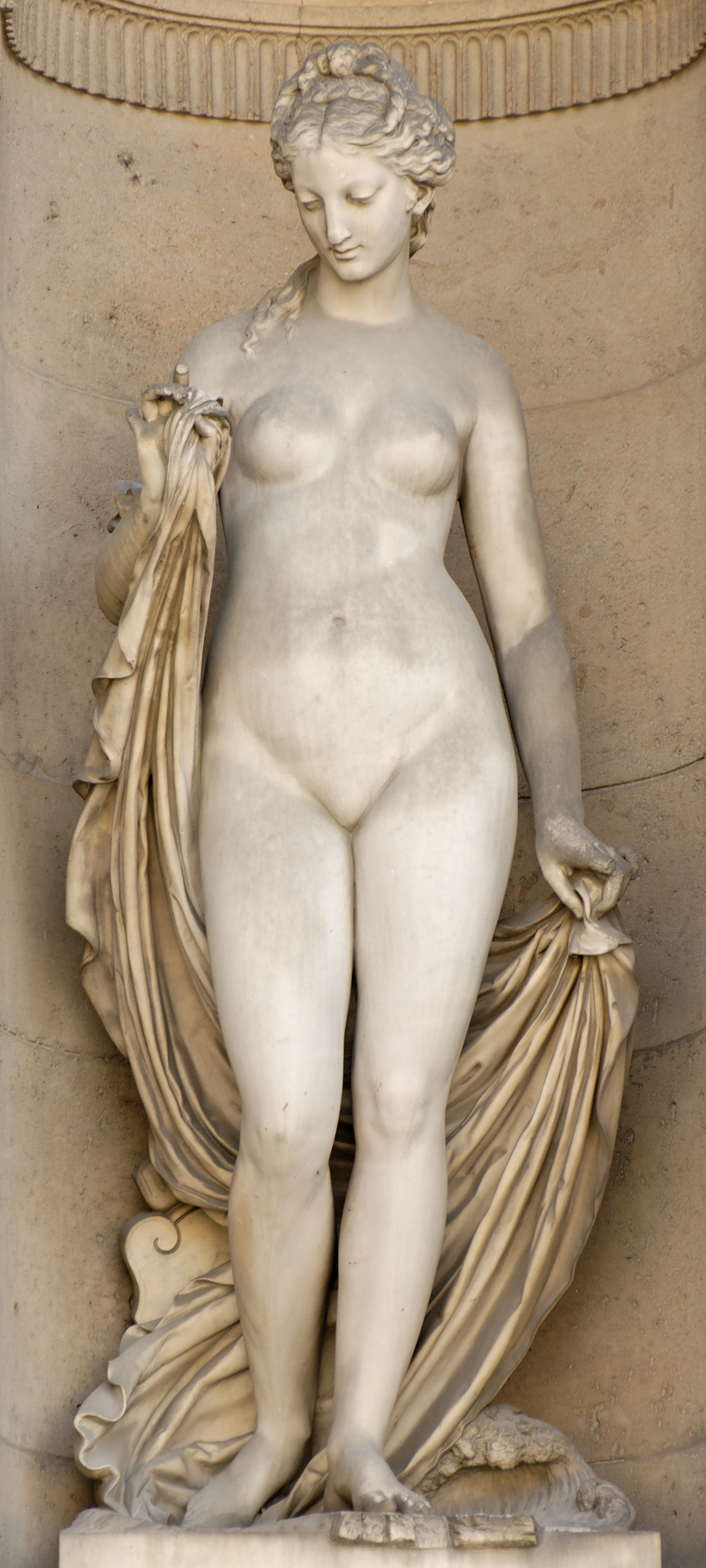
Leucothea, tượng năm 1862 của Jean Jules Allasseur tại Louvre, Paris

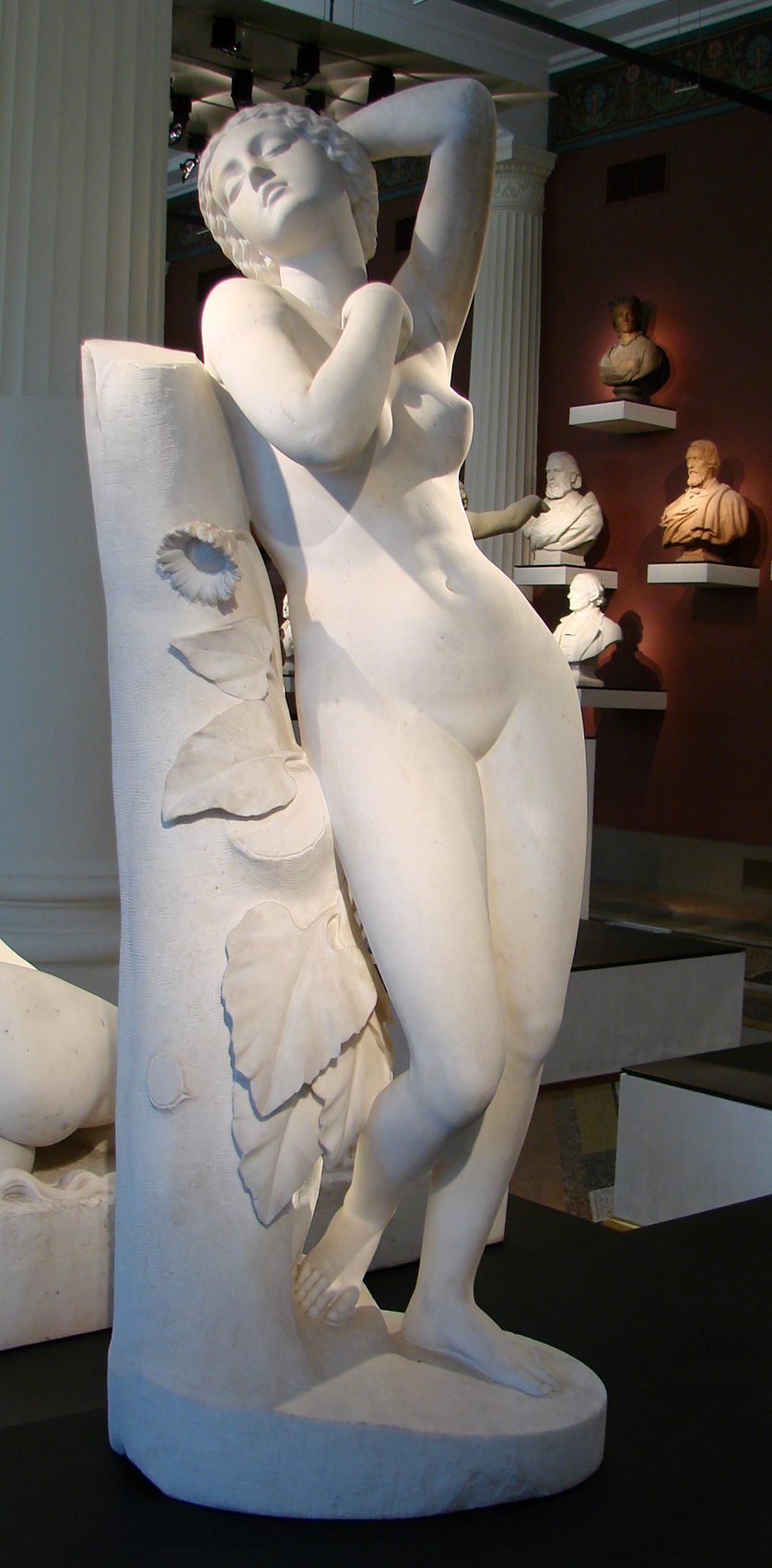
Clytie

Apollo cũng có quan hệ tình cảm với một công chúa là người phàm tên gọi là Leucothea, vốn là con gái của Orchamus và là chị của Clytia. Để có thể vào được phòng riêng của Leucothea, Apollo phải cải trang thành mẹ nàng. Clytia rất ghen tỵ với chị mình vì nàng cũng yêu Apollo nên đã phản bội lại niềm tin của Leucothea và mách lại với Orchamus về bí mật đó. Giận dữ, Orchamus ra lệnh chôn sống Leucothea. Apollo không thể nào tha thứ được những điều mà Clytia đã gây ra cho người chàng yêu nên đã khiến cho Clytia chết dần chết mòn. Apollo biến nàng thành một loài cây, tùy theo bản là cây vòi voi hay cây hướng dương luôn phải hướng theo Mặt Trời.

##### Marpessa
Marpessa bị Idas bắt cóc vì quá yêu nhưng chính Apollo cũng say đắm nàng. Zeus bắt nàng phải chọn một trong hai người và cuối cùng Marpessa đã chọn Idas bởi vì nàng e rằng là một vị thần bất tử, Apollo sẽ chán ghét nàng khi nàng già và xấu đi. 

##### Castalia
Castalia cũng là một tiên nữ khác được Apollo yêu. Nàng chạy trốn và lặn sâu xuống dòng suối ở Delphi ở dưới chân ngọn Parnassos. Dòng suối này sau đó được gọi tên theo tên của nàng. Nước suối này rất linh thiêng và được dùng để lau rửa các đền thờ ở Delphi và truyền cảm hứng cho các thi sĩ.

##### Cyrene
Với Cyrene, Apollo có một con trai là Aristaeus, người sau này trở thành thần hộ mệnh của gia súc, cây ăn quả, săn bắn, nghề nông và nuôi ong. Thần cũng là một culture-hero và đã dạy cho con người các kỹ thuật để làm bơ sữa, cách dùng lưới cài bẫy trong săn bắt, cũng như cách trồng cây ô liu.

##### Hecuba
Hecuba, vợ của vua Priam của Troia, có một con trai với Apollo tên là Troilius. Một câu sấm truyền đã tiên tri rằng thành Troia sẽ không bao giờ sụp đổ cho đến khi Troilius hai mươi tuổi. Troilius và chị mình là Polyxena đã bị mai phục và bị Achilles giết chết.

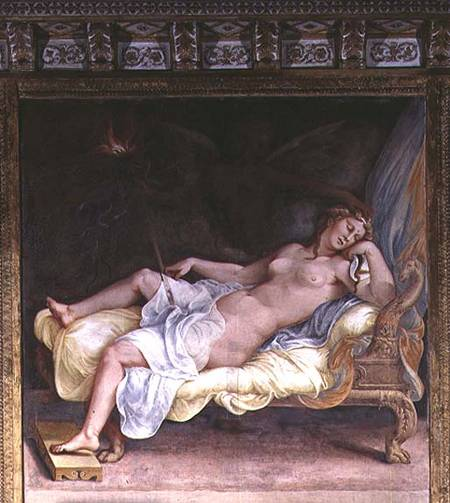
Hecuba
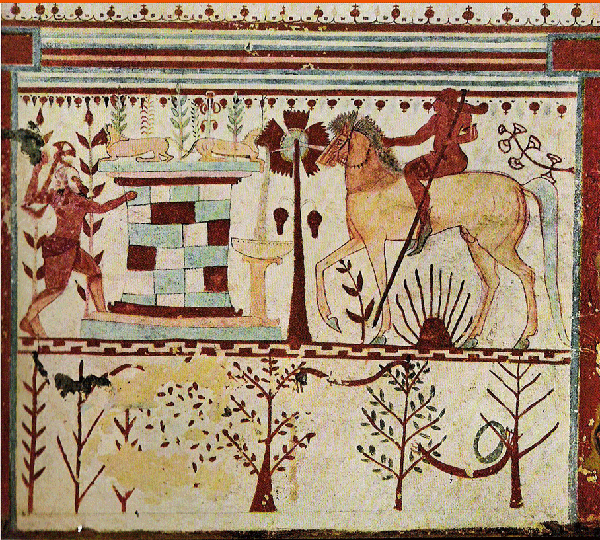
Achilles và Troilius (cưỡi ngựa)
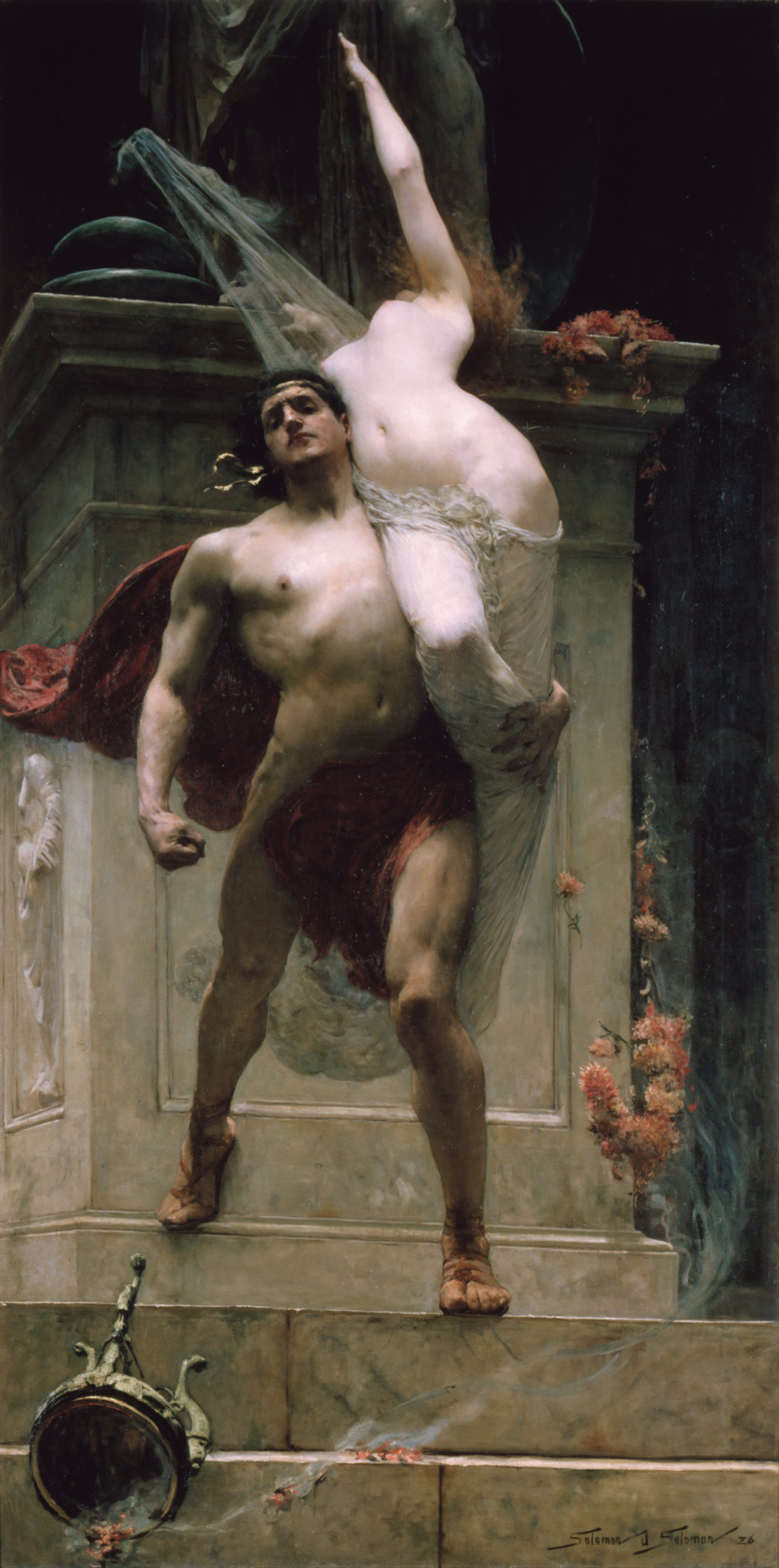
Ajax và Cassandra

##### Cassandra
Apollo cũng yêu Cassandra, con gái của Hecuba và Priam, là chị cùng mẹ khác cha với Troilius. Thần hứa sẽ ban cho Cassandra món quà quý giá là khả năng tiên tri nếu nàng đồng ý tình cảm của thần. Cassandra nhận lời nhưng sau đó, nàng mộng thấy Apollo ruồng bỏ mình nên đã từ chối Apollo. Apollo tức giận trừng phạt nàng bằng một lời nguyền rằng sẽ chẳng có ai tin những lời tiên tri của Cassandra. Trong chiến tranh thành Troia, Cassandra đã tiên tri được và ngăn mọi người đừng cho ngựa gỗ vào thành Troia vì đó sẽ là nguyên nhân diệt vong của thành, nhưng không một ai tin lời tiên tri của nàng.
Sau khi chiến tranh thành Troia kết thúc, Cassandra đã bị bắt về phục vụ cho vua Agamemnon và trở thành vợ lẽ của ông. Trong khi đó, vợ của Agamemnon, nữ hoàng Clytemnestra thực ra đã ngoại tình với Aegisthus, người chị em họ của ông trong suốt thời gian mười năm trên chiến trận thành Troia. Đôi tình nhân sau đó đã giết Agamemnon cùng Cassandra.

##### Coronis
Coronis, con gái của vua Phlegyas xứ Lapiths, là một mối tình khác của Apollo. Tuy nhiên, khi mang thai Asclepius (con của Apollo), Coronis lại còn yêu Ischys, con trai của Elatus. Một con quạ đã báo cho Apollo biết về điều này. Lần đầu nghe tin đó, Apollo không tin và tức giận hóa phép biến loài quạ, khi đó có bộ lông trắng trở nên đen thui vì dám loan truyền những điều gian dối. Khi biết được sự thật, thần nhờ nữ thần Artemis đến giết Coronis. Apollo cũng biến quạ thành con vật thiêng với nhiệm vụ thông báo những cái chết quan trọng. Tuy nhiên, Apollo lại cứu sống đứa bé và trao cho nhân mã Chiron nuôi dưỡng. Giận dữ vì cái chết của con mình, Phlegyas đã ra lệnh đốt đền thờ của Apollo ở Delphi và sau đó đã bị Apollo giết vì hành động đó.

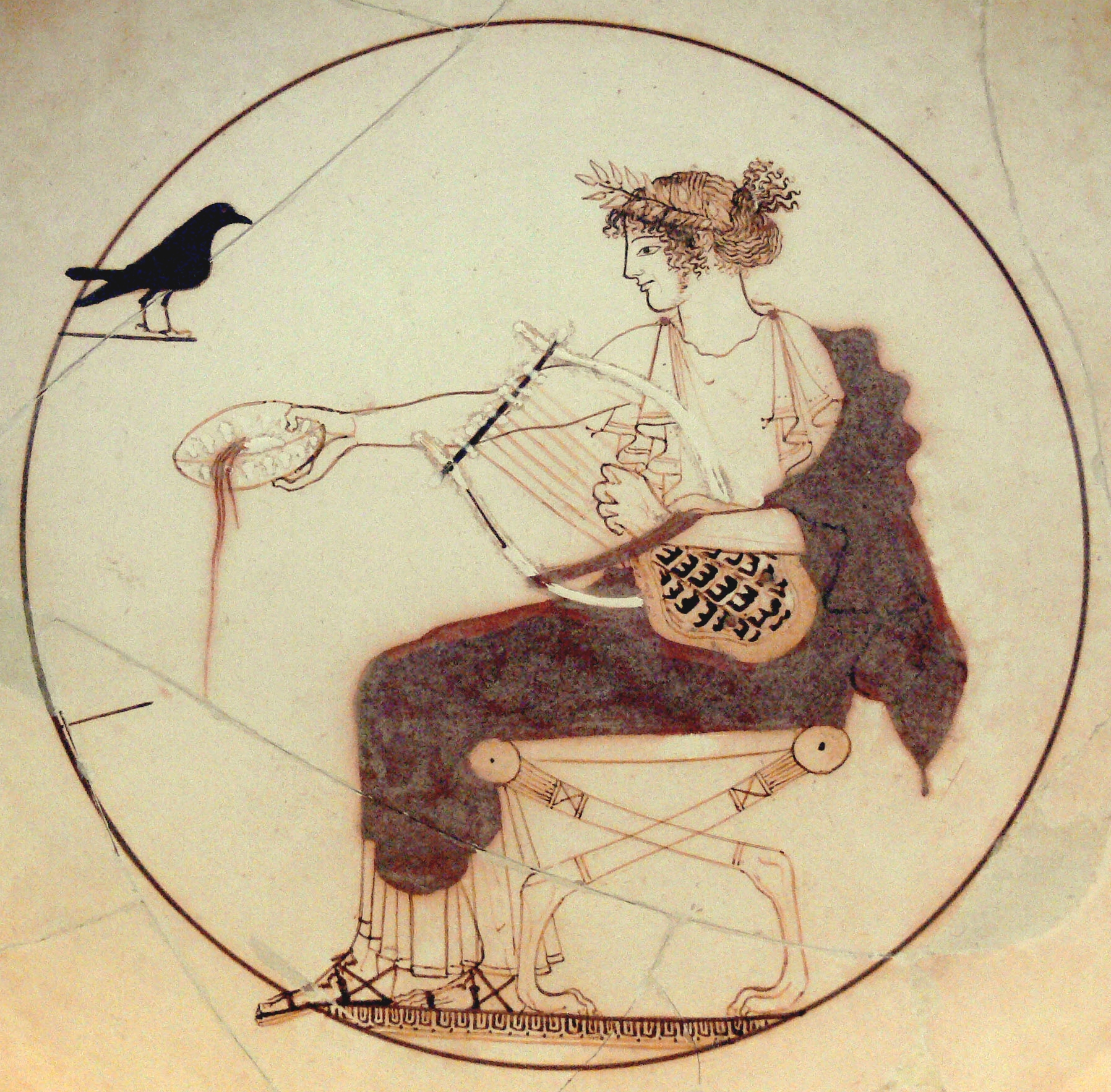
Coronis và con quạ
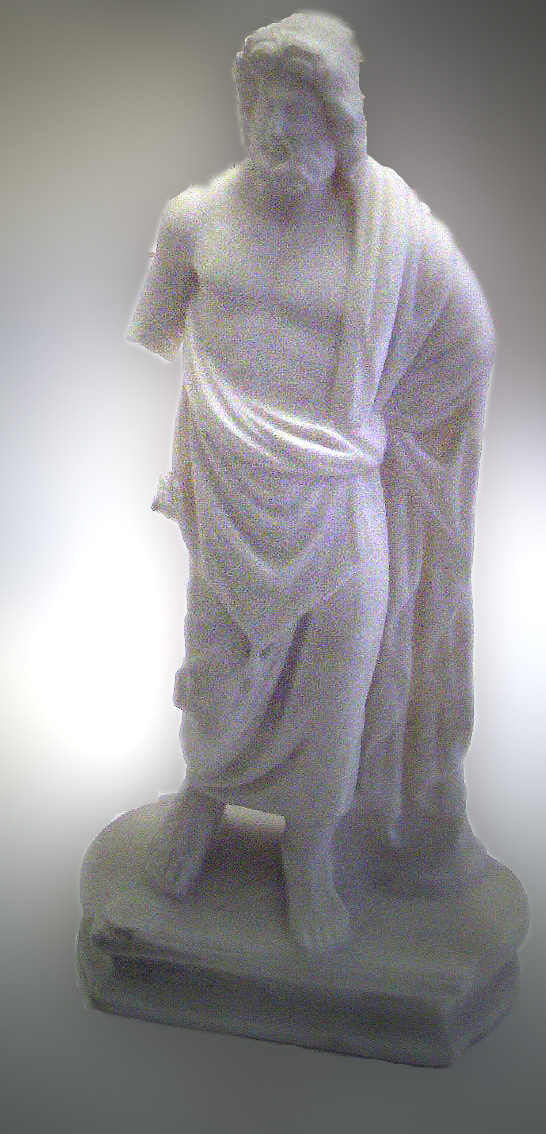
Asclepius

#### Những người tình đồng giới

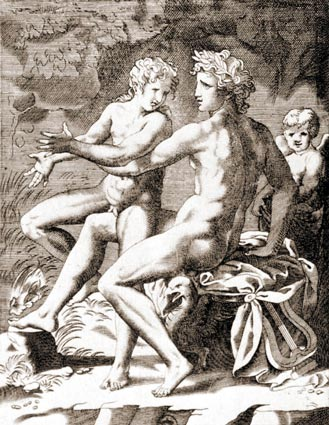
Apollo and Hyacinthus, Jacopo Caraglio;khoảng thế kỷ XVI

Apollo là vị thần có nhiều người tình đồng giới nhất trong tất cả các vị thần Hy Lạp. Điều đó có lẽ xuất phát từ việc một vị thần được xem là thần của võ trường, nơi tất cả các thanh niên phải khỏa thân thi đấu, vị thần đó trở thành hình tượng tiêu biểu và lý tưởng cho một người hướng dẫn và cũng là một erastes lý tưởng, hay còn gọi là người tình của cậu bé trai (Sergent, p. 102). Tất cả các tình nhân đồng giới của Apollo đều nhỏ hơn thần đúng theo kiểu Quan hệ đồng tính nam trong Hy Lạp cổ đại. Nhiều người yêu của thần Apollo bị chết "bất đắc kỳ tử", cho thấy các truyền thuyết này là một phần của những hình thức biến đổi, trong đó những thiếu niên chết đi để có thể tái sinh thành một người trưởng thành.

##### Hyacinth
Hyacinth là một người yêu của Apollo. Chàng là một hoàng tử của Sparta, rất khôi ngô tuấn tú. Hai người đang luyện tập ném đĩa thì một cái đĩa bay trúng đầu của Hyacinth và giết chết chàng trai trẻ. Người ném chiếc đĩa đó là thần gió Tây Zephyrus, người đang ghen với Apollo vì chính ông ta cũng yêu Hyacinth. Hyacinth chết rồi, Apollo ngập tràn đau khổ đến nỗi thần nguyền rủa sự bất tử của mình và mong được cùng chết với người yêu. Dùng máu của Hyacinth, thần tạo ra hoa lan dạ hương (Hyacinth) để tưởng nhớ và những giọt nước mắt của thần hoen cánh hoa. Lễ hội hoa lan dạ hương là một hoạt động kỷ niệm ở thành bang Sparta.

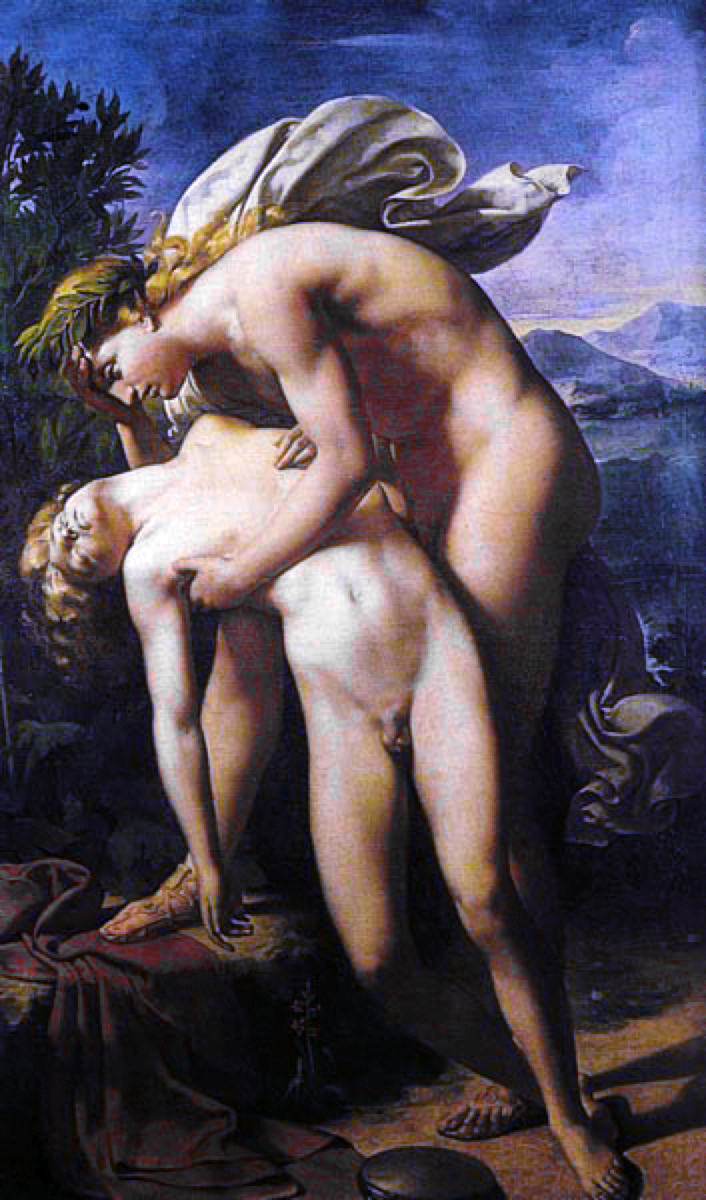
Apollo trong bức tranh "Cái chết của Hyacinthus"-sơn dầu của Gray
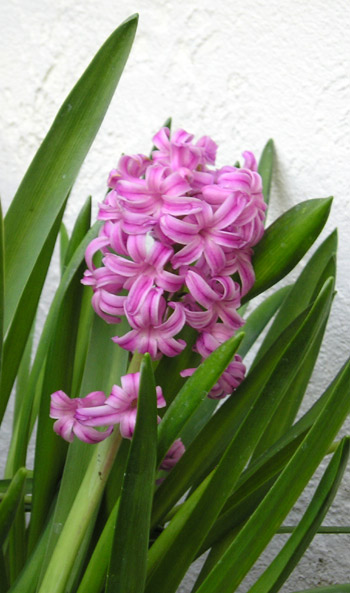
Hoa lan dạ hương -tên tiếng Anh là Hyacinthaceae
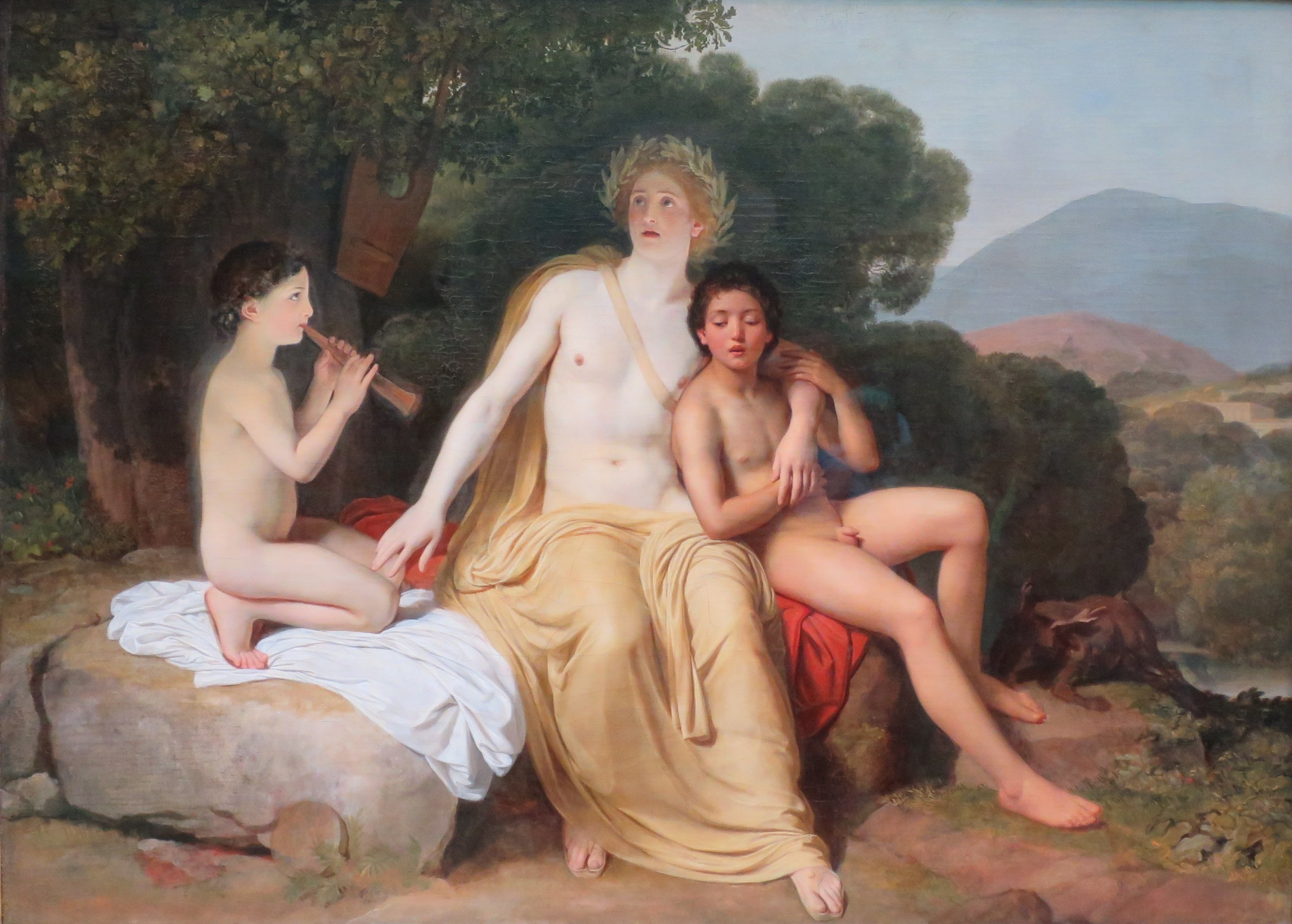
Apollo, Hyacinthus và Cyparissus đang đàn hát-tranh của Alexander Andreyevich Ivanov năm 1834

##### Acantha
Một người yêu khác thần là Acantha, linh hồn của cây ô rô. Khi Acantha chết, chàng được Apollo hóa thành một loài cây ưa nắng và chị chàng là Acanthis được các thần khác hóa thành một loài chim thistle finch.

##### Cyparissus
Cyparissus, hậu duệ của Heracles cũng là một tình nhân đồng giới của Apollo. Thần tặng cho chàng trai một con hươu thuần hóa nhưng Cyparissus lại vô tình giết chết con vật bằng một cây lao khi nó đang nằm ngủ trong một bụi cây. Cyparissus xin Apollo hãy để cho nước mắt chàng rơi mãi và cuối cùng Apollo biến chàng thành một cây bách - được xem như là một loài cây u buồn vì những dòng nhựa ứa ra từ thân cây trông như những dòng lệ.

### Apollo và sự ra đời của Hermes
Hermes được sinh ra trên đỉnh Cyllene ở Arcadia. Câu chuyện về thần được kể trong một ca khúc thần thoại (hymn) của Homer về Hermes. Mẹ của Hermes, Maia, mang thai với Zeus trong một mối quan hệ bí mật. Bà bó con mình trong chăn nhưng khi bà ngủ say thì Hermes đã tìm cách thoát ra được. Thần chạy đến Thessalia nơi Apollo đang chăn bầy gia súc của mình. Hermes trộm một số bò của Apollo và đem chúng đến một cái hang trong rừng sâu gần Pylos sau khi đã xóa hết các dấu vết trên đường đi. Trong hang sâu, Hermes thấy một con ba ba và thần đã giết chết nó, bỏ hết thịt chỉ giữ lại mai của nó rồi cùng với ruột của một con bò, thần làm nên cây đàn lia đầu tiên. Apollo đến gặp Maia và than phiền rằng Hermes đã lấy cắp bò của thần nhưng Hermes đã nhanh chóng chui vào chăn trở lại nên Maia không tin lời Apollo. Cuối cùng, Zeus phải can thiệp, thần khẳng định những gì mình đã chứng kiến và đứng về phía Apollo. Khi đó, Hermes bắt đầu chơi cây đàn lia. Là một vị thần của âm nhạc, Apollo lập tức thích ngay nhạc cụ này và đề nghị đổi những con bò đã bị đánh cắp với cây đàn. Vì thế, Apollo trở thành một bậc thầy về đàn lia còn Hermes lại sáng tạo ra một nhạc cụ dạng ống hơi khác là cái khèn.
Sau đó, Apollo lại đổi vương trượng để lấy cây cái khèn của Hermes.

### Những chuyện khác
Khi Zeus giết chết Asclepius, con trai Apollo, vì dám làm cho người chết sống lại và vi phạm quy luật sinh tử của vạn vật thì Apollo cũng giết các khổng lồ một mắt Cyclopes, những người đã cho Zeus tia sét mà thần dùng để giết Asclepius. Để trừng phạt Apollo vì điếu đó, Zeus đã bắt Apollo phải phục vụ cho Vua Admetus.
Apollo, thông qua sấm truyền ở đền thờ tại Delphi, đã ra lệnh cho Orestes phải giết mẹ chàng là Clytemnestra cùng với tình nhân của bà là Aegisthus. Vì tội ác này, Orestes đã bị các Erinyes - các vị thần của sự trả thù - trừng phạt rất thảm khốc.
Trong Odyssey, Odysseus (hay Ulysses) và đoàn thủy thủ của ông dạt vào một hòn đảo vốn là vùng đất thiêng của thần Mặt Trời Helios, nơi thần nuôi giữ các con gia súc của mình. Dù Odysseus đã cánh báo các bạn mình không được chạm đến chúng (theo lời căn dặn trước đó của Tiresias và Circe) nhưng họ vẫn giết và ăn thịt của một số con. Vì thế, Helios đã xin thần Zeus phá hủy con tàu của họ. Nhưng các thủy thủ đã cứu được Odysseus.
Apollo cũng có một cuộc tranh tài chơi đàn lia với con trai mình là Cinyras. Khi thua cuộc, Cinyras đã tự tìm đến cái chết.
Apollo đã giết những người khổng lồ Aloadae khi họ tìm cách gây nên bão tố trên đỉnh Olympus.
Truyền thuyết cũng nói rằng, Apollo thường cưỡi trên lưng một con thiên nga đến vùng Hyperboreans suốt những tháng đông giá. Con thiên nga này thần thường cho người yêu mình là Hyacinth mượn để cưỡi.
Apollo biến Cephissus thành một quái vật biển.

#### Những cuộc thi tài âm nhạc

##### Pan

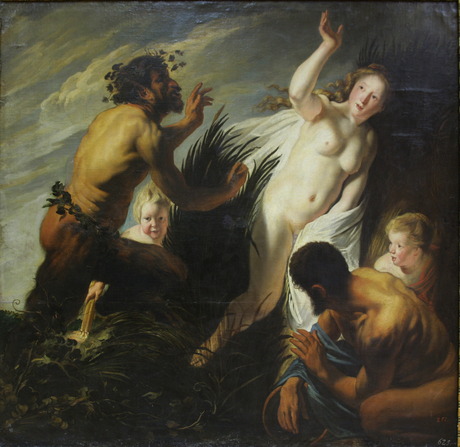
Pan và Syrinx

Một lần nọ, Pan muốn so tài âm nhạc cùng Apollo và thách thức vị thần của đàn lia xem tài nghệ ai cao hơn. Tmolus, thần núi, được chọn làm trọng tài. Pan thổi những ống tiêu của mình và cả ông cũng như vua Midas, người luôn trung thành với ông, cảm thấy rất hài lòng vì những giai điệu giản dị đó. Sau đó, đến lượt Apollo gảy những dây đàn. Dĩ nhiên vị thần của âm nhạc là người chiến thắng và khi Tmolus công bố điều đó thì tất cả mọi người đều đồng ý chỉ trừ Midas. Ông không phục và lên tiếng đòi sự công bằng. Apollo không thể chịu nổi việc đôi tai của một người có thể sai lầm đến vậy nên quyết định biến chúng thành tai của lừa.

##### Marsyas

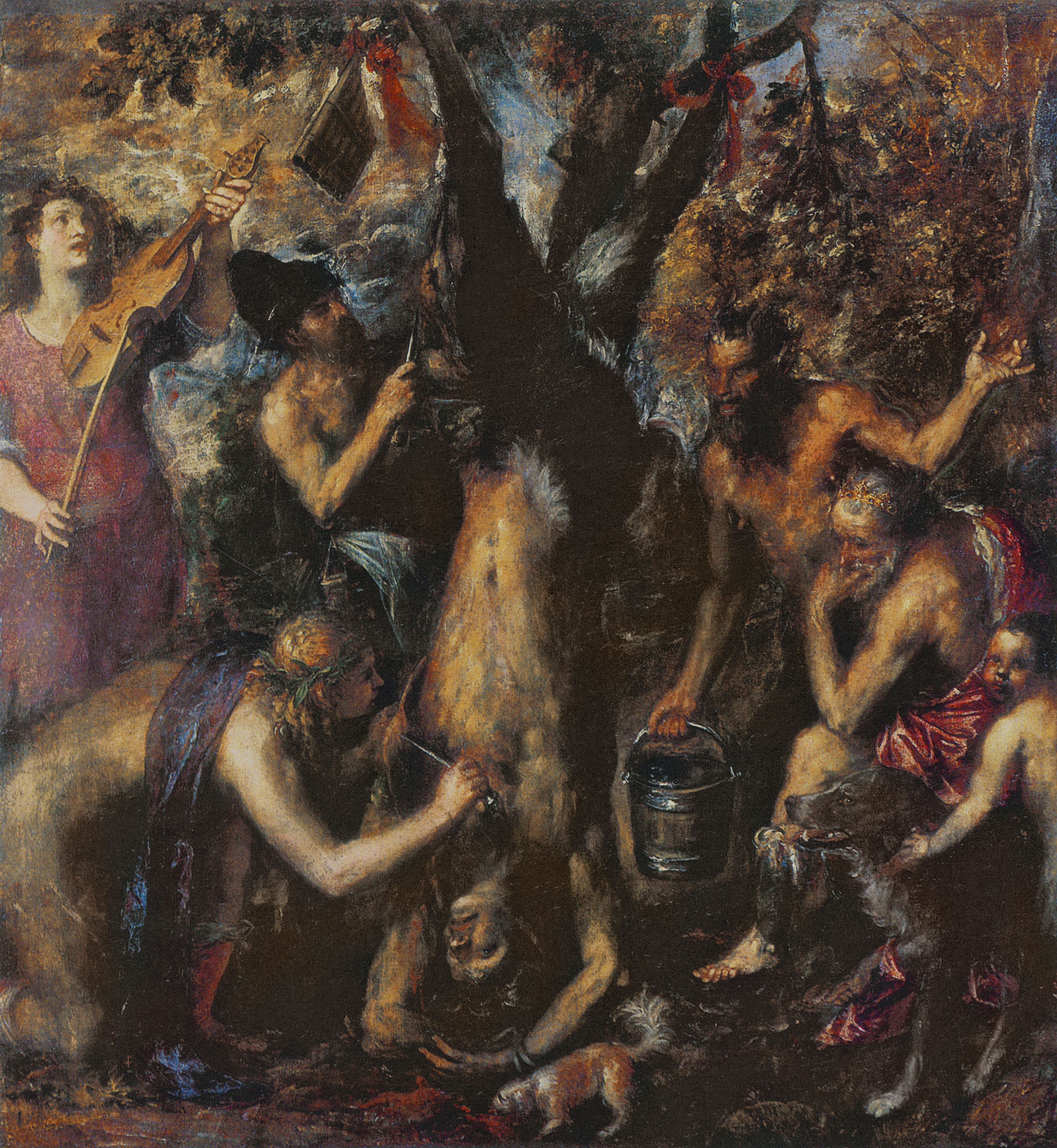
Marsyas

Marsyas là một nhân dương nửa người, nửa dê cũng cả gan thách đấu với Apollo về tài năng âm nhạc. Ông ta nhặt được một cây aulos (một nhạc cụ gồm hai ống sậy). Nhạc cụ này vốn là do Athena làm ra nhưng việc thổi nó làm nữ thần bị phồng hai bên má nên bà vất đi. Dĩ nhiên, Marsyas thua và đã bị lột da sống trong một hang động gần Calaenae ở Phrygia vì dám xấc xược thách thức thánh thần. Máu ông chảy thành dòng sông Marsyas.
Một bản khác cho rằng Apollo đã dựng ngược cây đàn lia và đánh trong khi Marsyas không thể làm như thế với nhạc cụ của mình nên bị Apollo treo ngược lên cây và lột da. (Theo MAN MYTH & MAGIC của Richard Cavendish)

## Các danh hiệu
Cũng như các vị thần Hy Lạp khác, Apollo có rất nhiều các tên gọi, phản ánh sự đa dạng phong phú về những vai trò, trách nhiệm và khía cạnh có liên quan đến thần. Tuy vậy, dù thần có rất nhiều danh hiệu trong thần thoại Hy Lạp thì chỉ có một ít được dùng trong văn chương Latin, chủ yếu là Phoebus ("người tỏa sáng") là danh hiệu được dùng rất phổ biến trong cả thời Hy Lạp và La Mã khi muốn nói về Apollo như một vị thần của ánh sáng.
Đối với vai trò chữa bệnh của thần, các danh hiệu của Apollo bao gồm Akesios và Iatros, có nghĩa là "người chữa lành". Thần cũng được gọi là Alexikakos ("người ngăn tai ương") và Apotropaeus ("người đẩy lùi tai họa");tên gọi này được người La Mã đổi thành Averruncus. Trong cương vị là một vị thần của bệnh dịch và người chống lại chuột và châu chấu thì Apollo được biết đến với tên gọi Smintheus ("người bắt chuột") và Parnopius ("châu chấu"). Người La Mã cũng gọi thần là Culicarius ("xua đuổi ruồi nhặng"). Ở khía cạnh chữa trị thì người La Mã gọi thần là Medicus ("bác sĩ điều trị") và có cả một đền thờ được dùng để cúng tế "Apollo Medicus ở Roma, nằm ngay gần đền thờ của nữ thần Bellona.
Là một vị thần của thuật bắn cung, Apollo được gọi là Aphetoros ("thần của cung tên") và Argurotoxos ("có cây cung bạc"). Người La Mã thì gọi là Articenens (có nghĩa là "đeo cung"). Trong vai trò của vị thần của mục đồng, Apollo được gọi là Nomios ("đi lang thang").
Apollo còn được gọi là Archegetes ("quản lý sự thành lập") có nghĩa là người coi sóc các vùng đất thuộc địa. Thần cũng được biết đến với tên gọi là Klarios, xuất phát từ chữ Doric klaros ("sự phân đất") vì thần là người trông nom các thành bang lẫn các thuộc địa, các vùng đất mới.
Apollo cũng có tên là Delphinios ("người Delphi"), có nghĩa là "đến từ trong lòng" vì mối quan hệ của thần với Delphoi (Delphi). Ở Delphi, thần còn được gọi là Pythios ("người Pythios"). Một thuyết nguyên nhận (aetiology) trong các trường ca của Homer liên kết tên gọi này và những con cá heo. Kynthios, một tên gọi phổ biến khác bắt nguồn từ việc thần được sinh ra trên đỉnh Cynthus. Apollo còn được gọi là Lyceios hay Lykegenes có nghĩa là "giống chó sói" hay "thuộc về Lycia" và Lycia là nơi đặt nền tảng cho một số hình thức tín ngưỡng đối với thần.
Đặc biệt trong vai trò là vị thần tiên tri, Apollo được gọi là Loxias ("mơ hồ"). Người La Mã còn gọi thần là Coelispex ("người gác bầu trời"). Apollo cũng được gọi là Musagetes trong cương vị người dẫn đầu của các nàng thơ và Nymphegetes khi thần "dẫn đầu các tiên nữ".
Acesius là họ của Apollo, và thần được thờ ở Elis với họ này. Họ này cũng có nghĩa là akestor và alezikakos phản ánh vai trò của thần là một vị thần ngăn ngừa tai ương.

## Trong văn hóa đại chúng
Trong phần "Who Mourns for Adonis?" (Ai khóc than cho Adonis?) của Chương trình TV "Star Trek", Thuyền trưởng Kirk, Pavel Chekov, ông Spock và Bác sĩ McCoy đã gặp một người đàn ông tự nhận mình là thần Apollo trên một hành tinh mà họ vô tình đặt chân đến.
Trong sê-ri Battlestar Galactica, một trong các nhân vật chính có tên là Apollo.
Bài hát "Cygnus X-1 Book II: Hemispheres" trong album Hemispheres phát hành năm 1978 của nhóm Rush kể về cuộc đấu tranh của hai bán cầu não là Apollo, vị thần của lý trí, cùng với Dionysus, vị thần của tình cảm.
Vào thập niên 1960, NASA đã đặt tên một chương trình của mình là Chương trình Mặt Trăng Apollo vì thần là vị thần của sự thông thái. Một số người đã hiểu nhầm rằng các tên lửa mang phi hành gia lên Mặt Trăng tên là Apollo, thật ra các tên lửa này được gọi là Saturn V.
Apollo cũng là chủ đề chính cho bài thơ sáng tác năm 1820 của Percy Bysshe Shelley có tên là "Hymn of Apollo" (Ngợi ca Apollo).